# Anarquía en relaciones internacionales
La anarquía en relaciones internacionales es una teoría de las relaciones internacionales que describe que el sistema mundial carece de autoridades o jurisdicciones globales obligatorias: no existe una soberanía universal o un gobierno mundial. No hay, pues, un poder coercitivo jerárquicamente superior que pueda resolver las controversias del sistema exterior similar al que existe en el plano doméstico.
"Es evidente que los Estados soberanos en sus mutuas relaciones no están sujetos a la autoridad de un gobierno común."
Los científicos políticos no utilizan el término "anarquía" para significar un mundo en caos, de desorden, o en conflicto. Simplemente refleja el orden del sistema internacional: Estados independientes, sin autoridad central por encima de ellos. Esto en analogía, aunque en el contexto de una naturaleza completamente distinta, al concepto político de anarquía (de individuos soberanos).
"En estos asuntos no se puede plantear consideraciones morales o religiosas: la estrategia es sobrevivir como entidad política y adquirir poder para que ningún otro Estado se convierta en una amenaza potencial para la seguridad propia. En este esquema no existe tal cosa como un vacío de poder; si alguien no lo ejerce otro más lo hará"

## Modelo Hobbesiano
La perspectiva de la imagen hobbesiana de las relaciones internacionales está basada en una percepción de las relaciones de los estados-nación según la cual, el sistema internacional es semejante al estado de naturaleza anárquico descrito por Thomas Hobbes en su obra El Leviatán. Así, cada Estado se halla en libertad de buscar sus propios intereses, creando un sistema internacional sin una autoridad común, sin legalidad, ni orden y una política internacional de permanente “lucha por el poder”.
Sin embargo, este modelo ha sido criticado por diferentes autores, uno de ellos es Charles R. Beitz, quien señala que para la existencia de un modelo como el de Hobbes en las relaciones internacionales contemporáneas, se debe de cumplir con los siguientes aspectos:
- Que todos los actores sean Estados. Aunque el Estado es el actor internacional por excelencia, el surgimiento de nuevos actores afecta el sistema internacional.
- Que todos los Estados tengan igualdad de poder. Hobbes en su estado de naturaleza garantiza la igualdad de capacidades para la existencia de un estado de guerra entre los individuos, asociándolo con los Estados, es evidente la falta de igualdad.
- Que todos los Estados sean independientes. Sin embargo, la prosperidad y seguridad de un Estado depende en menor o mayor medida de la prosperidad y seguridad de algún otro Estado.
- Que no exista confianza para la creación de tratados y acuerdos. Pero la necesidad de perseguir intereses comunes entre los Estados garantiza una mutua cooperación voluntaria.

Según Beitz, las relaciones internacionales contemporáneas no siguen el modelo Hobbesiano, sin embargo, no cabe duda de que el Estado por excelencia sigue siendo el actor primordial, siempre prevalecerá el interés propio cuando entre en conflicto con cualquier cooperación y nada garantiza que una vez satisfechos tales intereses comunes los acuerdos prevalecerán.
“Podemos aceptar que los Estados no son entes absolutamente autónomos, como eran los hombres en el estado de naturaleza. La diferencia señalada por Beitz efectivamente existe. Pero ello no implica (…) que los Estados tengan una conducta internacional más pacífica” 
El otro autor es Hedley Bull quien garantiza que el modelo Hobbesiano tiene tres aspectos que las relaciones internacionales modernas no siguen:
- El primero es la inexistencia de otras actividades como la industria, comercio u agricultura dado que, según Hobbes, su prioridad y preocupación por mantener la seguridad de uno contra la de los demás se los impide. Cosa que no se cumple por obvias razones.
- La segunda es la ausencia de nociones morales de correcto e incorrecto. Aquí, sin embargo, es difícil fundamentarlo “ya que una cosa es que los Estados proclamen el respeto por ciertos valores morales y otra que actúen de acuerdo a estos valores”  .
- La tercera, es el simple hecho del estado de guerra. Cosa que Bull interpreta en el ámbito internacional no como permanente, si no como una manifestación siempre dispuesta a la cual los Estados recurran, aun cuando estén en paz. Pero esto no implica imponer un Leviatán que imponga un orden, dado que los Estados no son vulnerable a este estado como lo son los individuos.

Este es el punto central de la analogía:
“La derrota en la guerra puede ser “un mal pasajero que puede ser remediado”. Y por esta razón, los Estados pueden vivir en una sociedad anárquica, ya que, a diferencia de los individuos, pueden sobrevivir a una derrota ante un ataque violento.” 
Aunque los argumentos de Bull y de Beitz son acertados. En el sistema internacional y ante el modelo Hobbesiano:
“Los actores, tanto en las relaciones internacionales como en el estado de naturaleza, se hallan en un estado de guerra al menos potencial de todos contra todos. La competencia, la desconfianza, la búsqueda de gloria, están en la base de la política exterior de todos los Estados. Las consideraciones morales (…) son siempre secundarias ante el “interés nacional”. Las proclamas de comportamiento moral en asuntos internacionales son, la mayor parte (…) retórica o hipocresía.” 

## Anarquía como base de las teorías
Hedley Bull dice que es posible considerar esta ausencia de gobierno “como un hecho central de la vida internacional, y como punto de partida de cualquier teoría acerca de ella” 
Dentro de las teorías en materia de Relaciones Internacionales, existen aquellas que tienen de base la anarquía y toman a esta como parte del orden internacional sin que pueda ser irrevocable:
Realismo. En la corriente realista, en el sentido de Hans J. Morgenthau y Kenneth W. Thompson, se describe un mundo en el que la acción de los Estados está motivada esencialmente por el interés propio, por la búsqueda del poder y la supervivencia. En este contexto no existe una autoridad superior con la facultad de decidir quien o quienes tienen la razón en un conflicto entre dos o más países y, por lo tanto, lo que impera es la anarquía.
Las premisas básicas que afirma son:
- Los Estados son los actores principales en el contexto internacional
- Los Estados deben defender sus intereses vitales y ser cuidadosos en no exceder sus capacidades
- La anarquía internacional guía las acciones de dichos Estados
- A causa de la anarquía existente los Estados se encuentran constantemente en conflicto y se rehúsan a cooperar incluso cuando tienen intereses comunes

Neorrealismo. En el paradigma del neorrealismo postulado por Kenneth Waltz, se aporta la necesidad de equilibrar el poder para evitar la guerra. Es un tipo de relación en la cual cada vez que algún Estado obtiene algo necesariamente algún otro lo pierde. El análisis aquí no es el Estado sino la estructura del sistema internacional, y la capacidad y posición del Estado en dicho sistema. Los neorrealistas argumentan la dificultad de fomentar la cooperación en condiciones de anarquía, y no diferencian entre el caos y la anarquía.
También existen teorías que, con base a la anarquía, buscan combatirla y asegurar la posibilidad de un mundo donde pueda ser regulada:  
Neoinstitucionalismo. Esta corriente se caracteriza porque sitúa al Estado como núcleo de la política mundial y reconoce la existencia de actores subordinados a este. Se pronuncia por la cooperación estatal y de las instituciones internacionales con el fin de superar la anarquía en el sistema global, con principios de reciprocidad, respeto y procesos de integración regional.
“En el caos nada funciona y la cooperación es imposible, pero para los institucionalistas la anarquía puede superarse por medio de la información. En opinión de Keohane, es cierto que en ocasiones los Estados sufren abusos a corto plazo al establecer nexos de cooperación, pero a la larga se benefician de ella.” 
Idealismo. En esta corriente y a principios del siglo XX, con el fin de evitar la guerra, los idealistas exigían un nuevo orden internacional que sea manejada por una organización mundial capaz de regular la anarquía.
Constructivismo. La teoría constructivista, propuesta por Alexander Wendt, analiza la manera en que actúan los agentes en el sistema internacional. Sostiene que la "anarquía" es una condición fundamental del sistema internacional, diciendo que "la anarquía es lo que los estados hacen de ella". En otras palabras, los agentes tratan de inculcar la idea de que la "anarquía" es inherente al sistema internacional, a fin de que el statu quo no sea cuestionado por nadie